# Ефраїм Шрегер
Ефраїм Шрегер (нім. Ephraim Schröger, 18 лютого 1727, Торунь — 1783, Варшава) — польський архітектор, що працював у Речі Посполитій. Його вчитель — архітектор Ян Зигмунт Дейбл.

## Життєпис

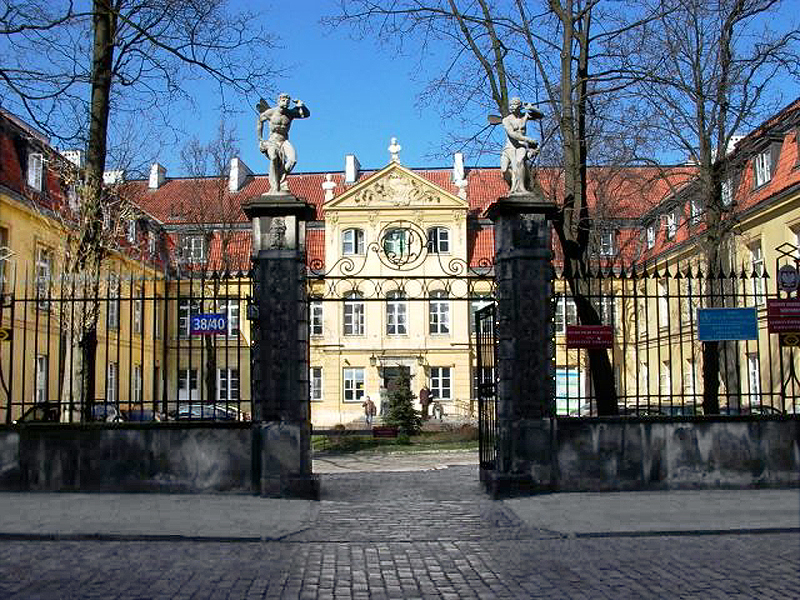
Палац Теппера, Варшава.

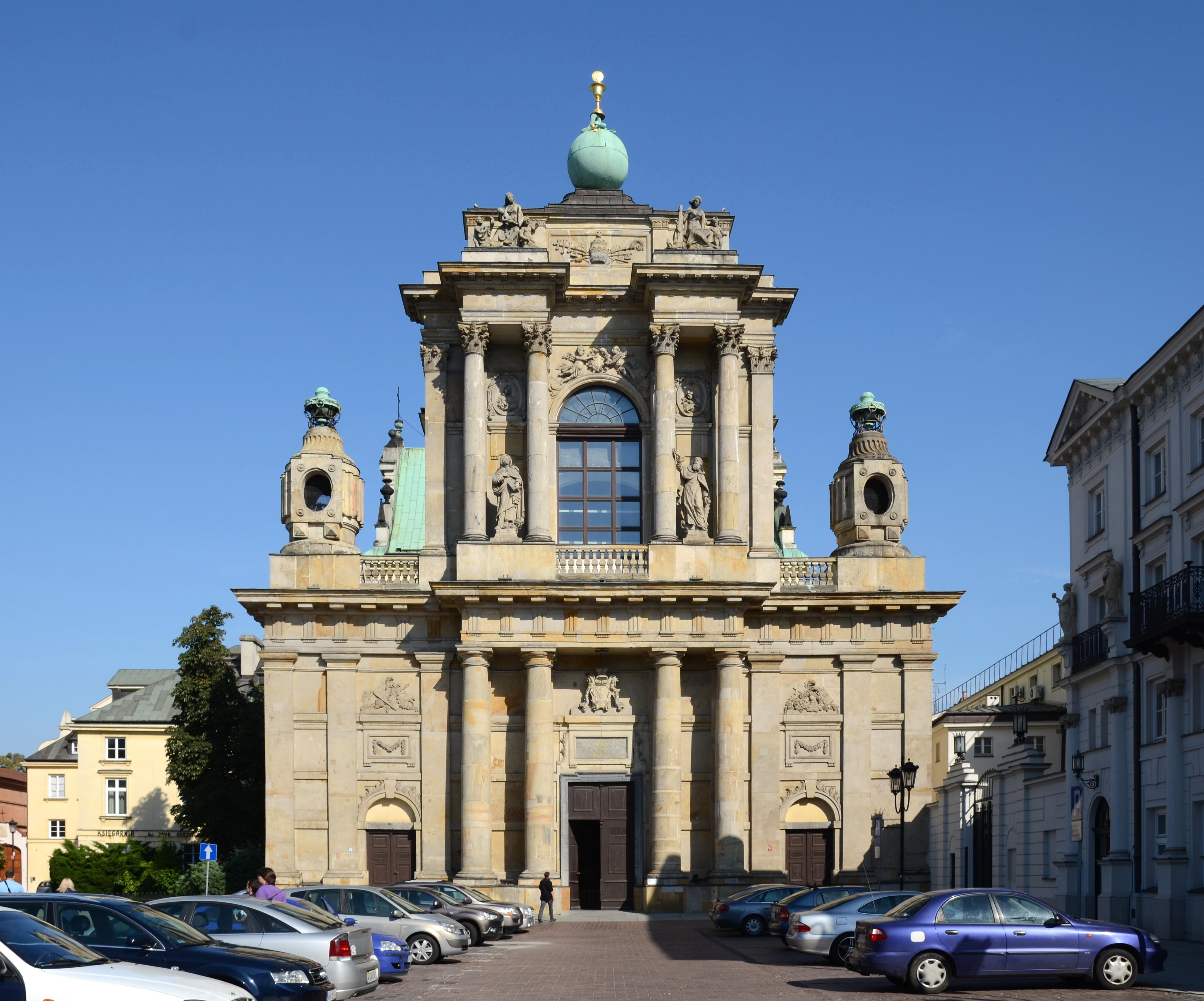
Костел кармеліток, Варшава, західний фасад.

Народився 18 лютого 1727 року в м. Торунь. Походить з родини Міхаеля Шрегера, німця, що переселився з Пряшева до Торуні, Річ Посполита.
1743 року закінчив Академічну гімназію в Торуні та перебрався до Варшави. Дев'ять років працював під керівництвом саксонського архітектора Яна Зигмунта Дейбла. З 1764 року працював для польського короля Станіслава Авґуста Понятовського. Ранні твори несли впливи бароко і саксонського рококо (Костел кармеліток, Варшава, західний фасад). Згодом практикував перехід на стилістику раннього класицизму. Покращення матеріального стану архітектора надало можливість відвідати Південь Німеччини, Італію, Францію, Нідерланди для удосконалення майстерності.
Двоповерховий лабунський палац був однією з перших будівель раннього класицизму на Волині, що збудований за проектом Е. Шрегера.

## Роботи
- Фасад костелу кармелітів у Варшаві (1762—1780)
- Кам'яниця кармелітів босих на Беднарській вулиці у Варшаві (1771)
- Палац Шустра у Варшаві (1772—1775)
- Палац і костел у м. Скерневиці в Польщі (1781)
- Лабунський палац у Хмельницькій області України